# 法典化
法典化（英語：codification）是法律学领域上的一个专有名词，是指根据一系列的判例形成的不成文规则编撰并形成明确的法律条文的过程。

## 历史
苏美尔文明的烏爾納姆法典编撰于公元前2050-1230年间，是现存最早的民法典。三个世纪后，巴比伦国王汉谟拉比颁布了汉谟拉比法典。
羅馬帝國是法典化发展的重要地区，《十二铜表法》和后来的《民法大全》都是在罗马帝国时期编撰的。然而，这些法典化的法律是少数，在古代大部分时间里，罗马法大多没有进行法典化。
中国的第一个永久性成文法系统是编纂于公元624年的《唐律疏议》。这构成了帝制时代中国刑法的基础，最终被《大清律例》取代，而后者辛亥革命和中華民國成立后被废除。中华民国的新法律受德国《民法典》的启发较大。
美洲方面，易洛魁聯盟成立后创造了宪法腰带，每个组件象征着117条法条中的一条。五个原始部落的联盟发生在1142年，其统一的叙事成为易洛魁法律的基础。